# ソマリランド共和国駐台湾代表処
ソマリランド共和国駐台湾代表処（ソマリランドきょうわこくちゅうたいわんだいひょうしょ、ソマリ語: Xafiiska Wakiilka Jamhuuriyada Somaliland ee Taiwan、アラビア語: مكتب تمثيل جمهورية أرض الصومال في تايوان、繁体字中国語: 索馬利蘭共和國駐台灣代表處、英語: Republic of Somaliland Representative Office in Taiwan）は、中華民国におけるソマリランドの利益を代表する在外事務所で、事実上の大使館として機能している。

## 概要
2020年9月9日、マハメド・ウマル・ハージ・マハムード代表と呉釗燮外交部長（外務大臣に相当）の立ち合いのもと、台北市大安区にある外交部外交及び国際事務学院の1階ロビーで代表処銘板の除幕式が執り行われた。この式典のためムセ・ビヒ・アブディ大統領からはビデオレターが寄せられ、「貴国と我が国の両国は民主主義陣営に属し、政治的および経済的自由など普遍的な価値観を共有しています」あるいは「貴国と我が国の両国は自由と民主主義という共通の価値観を認めていますので」と述べるなど、ソマリランドと中華民国が自由と民主主義を尊重する独立した主権国家であることを繰り返し強調した上で、代表処の開館を寿いだ。

## 住所
| 日本語 | 〒10061 台北市中正区寧波西街108号3階                              |
| 中国語 | 10061 臺北市中正區寧波西街108號3樓                                |
| 英語   | 3F, No.108, Ningbo West Street, Zhongzheng District, Taipei 10061 |

## 代表
| 代 | 氏名（日本語）                       | 氏名（ソマリ語）             | 氏名（英語）               | 氏名（中国語繁体字） | 着任   | 退任     | 備考  |
| -- | ------------------------------------ | ---------------------------- | -------------------------- | -------------------- | ------ | -------- | ----- |
| 1  | マハメド・ウマル・ハージ・マハムード | Maxamed Cumar Xaaji Maxamuud | Mohamed Omar Hagi Mohamoud | 穆姆德               | 2020年 | （現職） | [ 4 ] |